# Oscar Piastri
Oscar Jack Piastri (Melbourne, 6 aprile 2001) è un pilota automobilistico australiano, attivo in Formula 1 con la McLaren.
In carriera ha vinto la Formula Renault Eurocup 2019, la Formula 3 nel 2020 e la Formula 2 l'anno successivo.

## Biografia
Figlio di Nicole e Chris Piastri, ha origini italiane: un suo trisavolo, Giovanni Attilio Piastri, si trasferì in Australia partendo da Licciana Nardi (MS) durante i primi anni del XX secolo. Rivendica inoltre origini jugoslave e cinesi. 

## Carriera

### Karting
Inizia a correre nei kart nel 2011, gareggiando nei campionati dal 2014. Vince varie competizioni di karting locali, e nel 2016 debutta in Europa.

### Formula 4 e Formula Renault
Alla fine del 2016 viene ingaggiato dal team Dragon per correre nel campionato di Formula 4 UAE, campionato dove Oscar si piazzerà ottavo. Nel 2017 viene dunque notato da Arden International, team di Christian Horner, con il quale fa il suo debutto nel Campionato britannico di Formula 4. Chiude il campionato in seconda posizione, dietro a Jamie Caroline, vincendo sei gare e conquistando quindici podi, oltre a 6 Pole Position.
Nel 2018, sempre con Arden, Piastri fa il suo debutto in Formula Renault Eurocup arrivando ottavo in classifica generale, collezionando tre podi, uno a Spa e due al Nürburgring. Contemporaneamente partecipa ad alcune gare, da Wild card, nella Formula Renault NEC, senza mai andare a punti.
Nel 2019 passa al team R-ace GP, con il quale vince la categoria davanti a Victor Martins per sette punti e mezzo, vincendo sette gare e totalizzando altri quattro podi, oltre a cinque Pole.

### Formula 3
Nel gennaio del 2020 viene annunciato il suo passaggio in Formula 3 con Prema Racing, insieme a Frederik Vesti e Logan Sargeant come compagni di squadra. Alla gara di debutto nella categoria al Red Bull Ring vince sotto una pioggia battente, davanti al compagno di squadra Sargeant. Va a punti nelle successive tre gare sempre sul circuito austriaco, mentre in Ungheria conquista il secondo posto in entrambe le gare, dietro a Pourchaire e Beckmann. Va a podio anche in Gara 1 a Silverstone chiudendo ancora in seconda posizione dietro a Lawson. Torna alla vittoria in Gara 2 a Barcellona precedendo sul traguardo il connazionale Alex Peroni e Nannini. Colleziona il suo ultimo podio stagionale in Gara 1 a Monza dove chiude in terza posizione, mentre in Gara 2 si ritira tenendo aperto il Mondiale Piloti. Basta il settimo posto in Gara 2 al Mugello per laurearsi Campione della Formula 3, chiudendo la stagione con 164 punti tre in più di Pourchaire e quattro in più di Sargeant.

### Formula 2

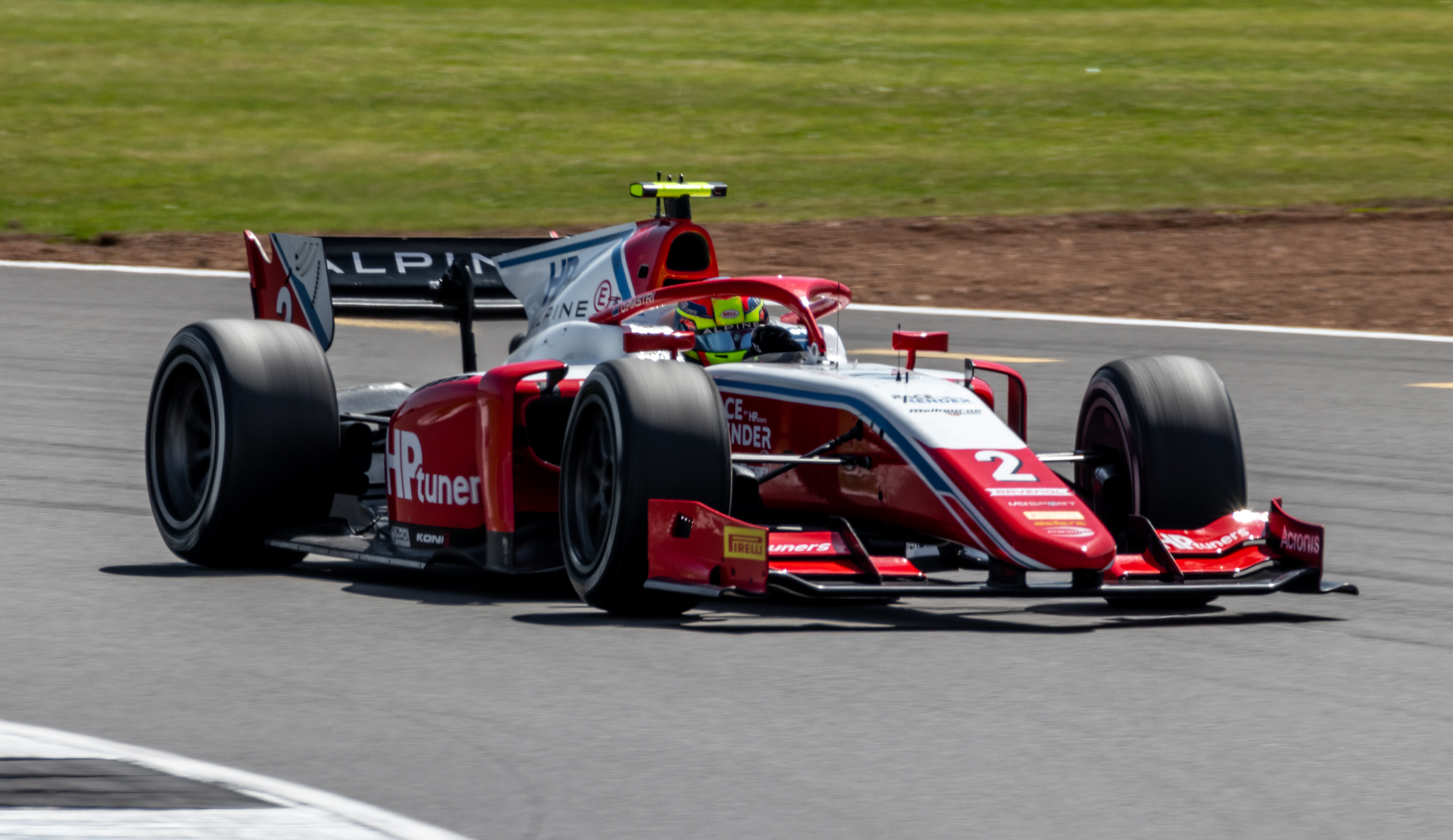
Piastri con la Dallara F2 2018 sul Circuito di Silverstone.

Il 1° dicembre 2020, Prema Racing ufficializza il passaggio di categoria dell'australiano in Formula 2 per la stagione 2021 con Robert Švarcman come compagno di squadra. Al suo debutto nella categoria in Bahrain ottiene un quinto posto e nella Sprint Race 2 conquista la sua prima vittoria. Nel successivo appuntamento di Monaco, termina in seconda posizione sia la Sprint Race 2 che la Feature Race, rispettivamente alle spalle di Ticktum e Pourchaire. Nella Feature Race di Baku centra di nuovo la seconda posizione dietro il pilota estone: Jüri Vips. A Silverstone conquista la sua prima pole position nella categoria e chiude al terzo posto la Feature Race conquistando la testa del campionato, torna alla vittoria nella Feature Race di Monza, dopo essere partito di nuovo primo. A Soči in Russia inanella la terza pole position di fila e domina la Feature Race vincendo davanti a Théo Pourchaire. Nel nuovo circuito di Gedda conquista nuovamente la pole position, la quarta consecutiva, ed ottiene la vittoria sia nella Sprint Race 2 che nella Feature Race, assegnata con punti dimezzati, entrambe segnando anche il giro veloce. Nell'ultimo appuntamento stagionale sul Circuito di Yas Marina il pilota australiano si dimostra per la quinta volta di fila il più veloce in qualifica. Con il terzo posto ottenuto in Gara 1, il pilota australiano si laurea Campione della Formula 2 da rookie con due gare d'anticipo. Chiude la stagione con la vittoria nella Feature Race. Viene inoltre premiato anche con il premio Anthoine Hubert, assegnato al miglior debuttante della stagione nella categoria.

### Formula 1
Ad inizio 2020, Renault ufficializza l'entrata di Piastri nella Renault Sport Academy. Nell'ottobre del 2020 partecipa al suo primo test su una Formula 1 al Bahrain International Circuit alla guida della Renault R.S.18 insieme a Christian Lundgaard e Zhou Guanyu. Nella rinominata Alpine Academy, partecipa nell'agosto del 2021 ad un test sul Circuito di Monza, sempre alla guida della Renault R.S.18 insieme nuovamente a Zhou Guanyu. Alla fine della stagione 2021, prende parte ai rookie test sul Circuito di Yas Marina a bordo della Alpine A521. Il 16 novembre, viene annunciato come terzo pilota della Alpine per la stagione 2022. Nel corso della stagione ha effettuato test privati sul Circuito delle Americhe, Circuito di Lusail e sul Circuito di Silverstone.
Il 2 agosto 2022, il team Alpine ufficializza Piastri come suo pilota ufficiale per la stagione 2023, in sostituzione del due volte campione del mondo Fernando Alonso. L'annuncio viene tuttavia smentito poche ore dopo dallo stesso Piastri tramite i propri profili social. Il pilota si scopre infatti in forte contatto con McLaren per occupare il sedile del connazionale Daniel Ricciardo ed il caso viene portato davanti alla Commissione per il Riconoscimento dei Contratti della FIA, che il 2 settembre convalida come unico contratto valido quello che lega il pilota australiano con il team McLaren. Lo stesso giorno il team di Woking ufficializza Piastri per le successive due stagioni.
L'australiano siede sulla monoposto della scuderia britannica già nei test post-stagionali di Abu Dhabi. Il team principal della McLaren Andreas Seidl conferma inoltre che Piastri disputò già due giornate di test privati ad inizio novembre, su una vecchia vettura McLaren sul Circuito Paul Ricard.

#### McLaren (2023-)

##### 2023

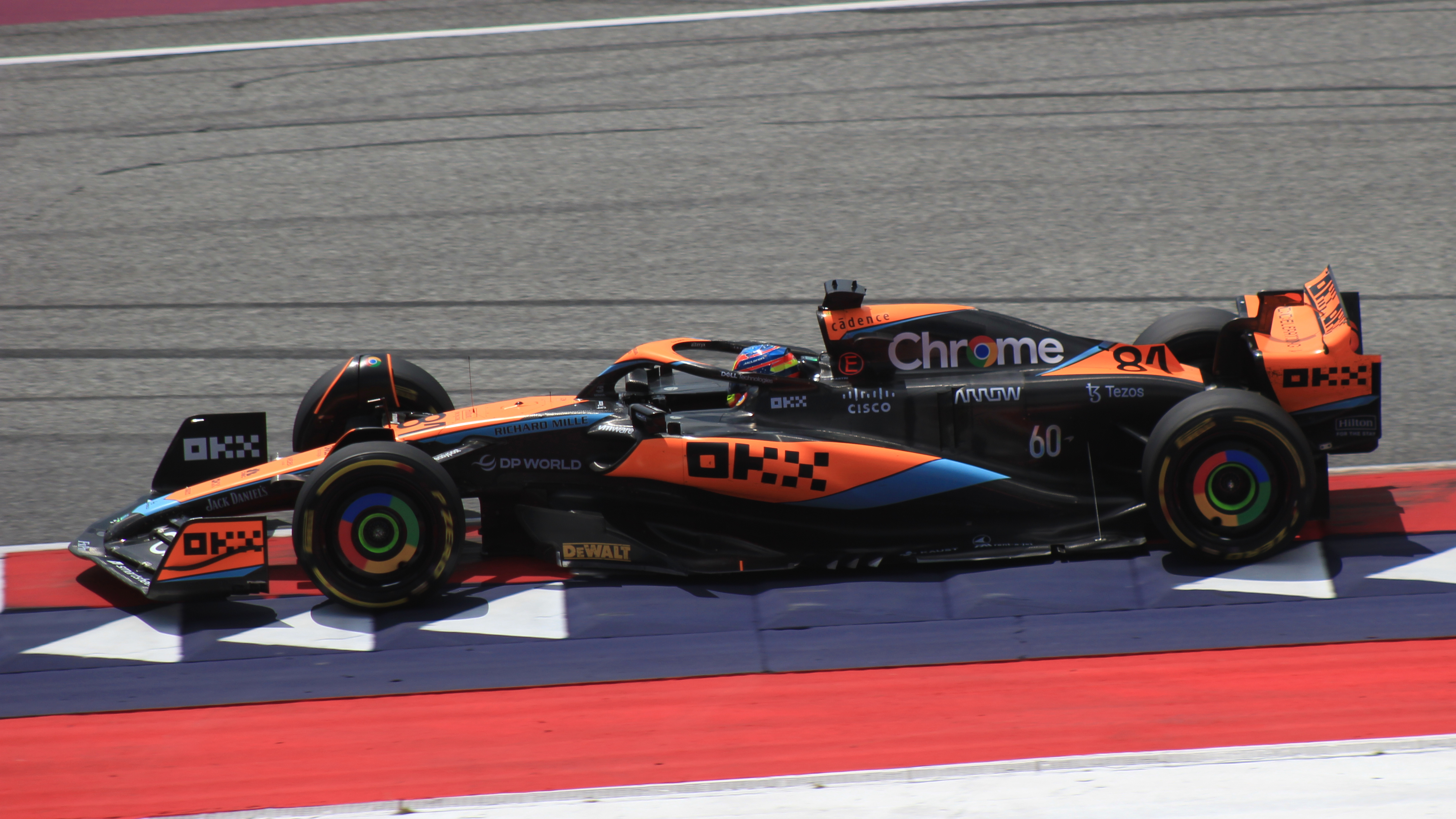
Piastri con la McLaren MCL60 al Gran Premio d'Austria

L'australiano sceglie il numero 81 per il suo esordio nella massima serie. Inizia la sua carriera in Formula 1 con un ritiro nel Gran Premio del Bahrain, dove la sua McLaren MCL60 soffre di diversi problemi tecnici come il compagno di squadra Lando Norris che chiude diciassettesimo ed ultimo. Va per la prima volta a punti nel suo Gran Premio di casa in Australia, dove coglie l'ottavo posto al traguardo grazie anche a molti ritiri e penalità inflitte agli avversari. Dopo una serie di risultati negativi, dovuti alla assenza di esperienza su circuiti nuovi e alla mancanza di prestazioni della vettura, andando a punti solamente a Monaco terminando in decima posizione, le cose migliorano notevolmente a partire dal Gran Premio di Gran Bretagna, con l'aggiornamento della MCL60 (che il suo compagno di squadra Norris aveva già ottenuto nel precedente appuntamento in Austria). Piastri si qualifica in seconda fila sia a Silverstone che all'Hungaroring, cogliendo in gara un quarto e un quinto posto. Nella Sprint Race del Gran Premio del Belgio caratterizzata dalla pioggia, Piastri si ritrova in prima posizione conducendo la gara fin quando viene sorpassato da Max Verstappen, chiudendo comunque in seconda posizione e portandosi a casa il suo primo podio (non ufficiale). In gara è però costretto al ritiro al via a causa di un contatto con Carlos Sainz Jr..
Dopo alcune gare costantemente in zona punti (eccezion fatta per il Gran Premio d'Italia, dove chiude dodicesimo ma conquista comunque il suo primo giro più veloce in Formula 1), nel Gran Premio del Giappone, in una pista simile a quella di Silverstone e quindi favorevole alla sua macchina, scatta per la prima volta dalla prima fila, in seconda posizione, e chiude la gara in terza posizione salendo per la prima volta in Formula 1 sul podio, insieme al compagno di squadra Norris, che lo precede. Nel successivo Gran Premio del Qatar ottiene la pole nella Sprint Shootout andando poi a vincere la Sprint Race, davanti a Verstappen. Infine, la domenica stupisce tutti concludendo in seconda posizione, preceduto dal solo Verstappen e seguito dal suo compagno di squadra. Al Gran Premio di Las Vegas è autore di un'ottima rimonta dal fondo della griglia, dovendosi, però, fermare ai box a pochi giri dal termine per il cambio mescola della gomma, riuscendo a chiudere in decima posizione con il giro veloce, il secondo della carriera. Chiude la sua prima stagione in Formula 1 al nono posto della Classifica Piloti con 97 punti.
Il 20 settembre Piastri rinnova con la McLaren fino al 2026.

##### 2024

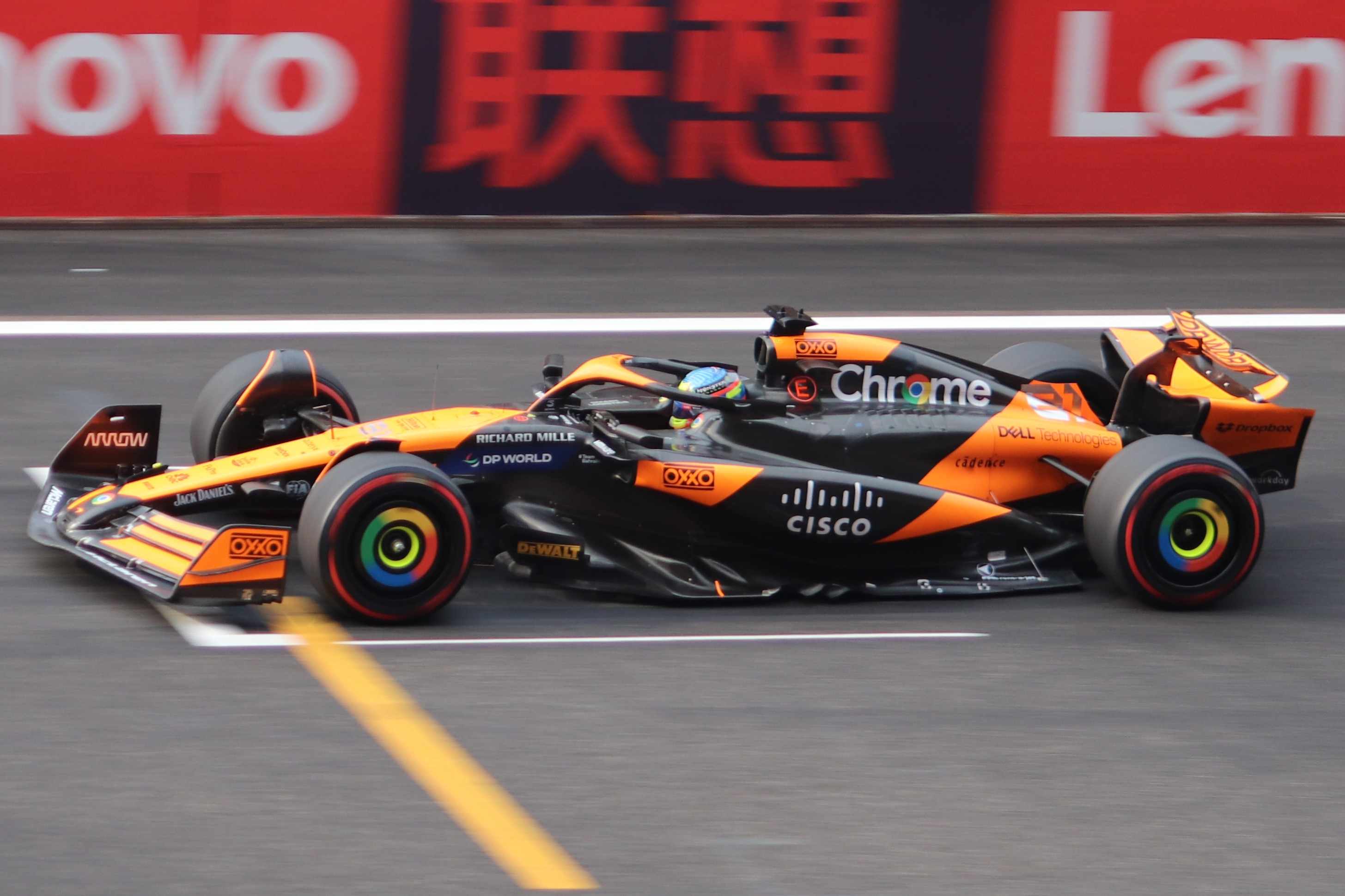
Piastri con la McLaren MCL38 al Gran Premio di Cina 2024, chiuso in ottava posizione.

La sua seconda stagione in Formula 1 inizia con un ottavo posto in Bahrain. La stagione prosegue con due quarti posti consecutivi in Arabia Saudita e nel suo Gran Premio di casa. Nei successivi appuntamenti Piastri occupa costantemente la zona punti, eccezion fatta per il Gran Premio di Miami complice un contatto con Sainz Jr. dove chiude tredicesimo con il giro veloce. A Monaco, centra il suo primo podio stagionale, tagliando il traguardo in seconda posizione dietro solo a Charles Leclerc. Dopo due posizionamenti a punti in Canada ed in Spagna, in Austria chiude la Sprint in seconda posizione, stesso piazzamento che replica in gara dietro a George Russell sfruttando il contatto tra Verstappen ed il compagno di squadra Norris.
Dopo un quarto posto in Gran Bretagna, il 21 luglio 2024 vince il suo primo Gran Premio in Formula 1 aggiudicandosi il Gran Premio d'Ungheria, precedendo sul traguardo il compagno di squadra Norris, che completa la doppietta McLaren. Sale sul podio anche nel successivo appuntamento in Belgio dove traglia traguardo in terza posizione, venendo promosso secondo a seguito della squalifica di Russell. Al rientro dalla sosta estiva, chiude in quarta posizione in Olanda e giunge secondo anche in occasione del Gran Premio d'Italia, dietro nuovamente a Leclerc. Due settimane dopo centra la sua seconda vittoria in carriera, trionfando nel Gran Premio d'Azerbaijan su Leclerc e Russell. Continua la sua striscia di podi consecutivi anche a Singapore dove chiude in terza posizione, dietro a Verstappen e Norris. Nella parte finale della stagione subisce un calo nelle prestazioni terminando comunque sempre le gare in zona punti, con un secondo posto nella Sprint del Brasile. In Qatar, pista nella quale era già andato forte l'anno precedente, vince la Sprint con Norris che gli cede la prima posizione sul traguardo e chiude la gara in terza posizione, salendo sul podio per l'ottava volta stagionale. Chiude la stagione con un decimo posto ad Abu Dhabi, dopo un contatto al via con Verstappen, ma la vittoria del compagno di squadra Lando Norris consente alla McLaren di vincere il Campionato Costruttori per la prima volta dal 1998.

##### 2025
Pochi giorni prima del inizio del Gran Premio d'Australia, il primo della stagione 2025, il team di Woking rinnova il pilota australiano con un contratto pluriennale. Nel suddetto Gran Premio a causa di un errore perde la seconda posizione, chiudendo poi al nono posto finale. 
Nel Gran Premio di Cina, Piastri conquista la prima pole position della sua carriera in Formula 1, vincendo il giorno dopo il suo terzo Gran Premio in carriera. Dopo un terzo posto conquistato nel Gran Premio del Giappone, torna alla vittoria dominando il successivo Gran Premio del Bahrein, nel quale conquista anche il suo primo hat-trick in carriera.
Nel successivo Gran Premio dell’Arabia Saudita Piastri si riconferma, qualificandosi al secondo posto e vincendo la gara davanti a Verstappen e a Charles Leclerc; con questo risultato passa in testa al mondiale. Dopo il weekend saudita, Oscar Piastri diventa leader del mondiale per la prima volta in carriera. Nel successivo Gran Premio di Miami consolida il primato in classifica, giungendo secondo nella gara sprint e primo nella gara di domenica.
Nelle successive due gare ad Imola e a Montecarlo si classifica terzo, ritornando poi alla vittoria in Spagna, mentre nelle successive due gare in Austria e Gran Bretagna si classifica secondo. In Belgio arriva secondo nella sprint dietro a Verstappen per poi vincere la gara lunga davanti al compagno di squadra Norris.

## Risultati

### Riepilogo
| Stagione  | Categoria                   | Team                  | Gare         | Vittorie     | Pole         | GPV          | Podi         | Punti        | Pos.         |
| --------- | --------------------------- | --------------------- | ------------ | ------------ | ------------ | ------------ | ------------ | ------------ | ------------ |
| 2016-2017 | Formula 4 UAE               | Dragon F4             | 11           | 0            | 0            | 0            | 2            | 94           | 6º           |
| 2017      | Campionato britannico di F4 | TRS Arden Junior Team | 30           | 6            | 6            | 5            | 13           | 376,5        | 2º           |
| 2018      | Formula Renault Eurocup     | Arden International   | 20           | 0            | 0            | 0            | 3            | 110          | 8º           |
| 2018      | Formula Renault NEC         | Arden International   | 8            | 0            | 0            | 0            | 0            | 0            | NC†          |
| 2019      | Formula Renault Eurocup     | R-ace GP              | 19           | 7            | 5            | 6            | 11           | 320          | 1º           |
| 2020      | Formula 3                   | Prema Powerteam       | 18           | 2            | 0            | 4            | 6            | 164          | 1º           |
| 2021      | Formula 2                   | Prema Powerteam       | 23           | 6            | 5            | 4            | 11           | 252,5        | 1º           |
| 2022      | Formula 1                   | Alpine F1 Team        | Terzo pilota | Terzo pilota | Terzo pilota | Terzo pilota | Terzo pilota | Terzo pilota | Terzo pilota |
| 2023      | Formula 1                   | McLaren F1 Team       | 22           | 0            | 0            | 2            | 2            | 97           | 9º           |
| 2024      | Formula 1                   | McLaren F1 Team       | 24           | 2            | 0            | 1            | 8            | 292          | 4º           |
| 2025      | Formula 1                   | McLaren F1 Team       | 14           | 6            | 4            | 4            | 12           | 284*         |              |

† In quanto pilota ospite, Piastri non aveva diritto a prendere punti.

* Stagione in corso

### Risultati nella Formula 4 britannica
(legenda) (Le gare in grassetto indicano la pole position) (Le gare in corsivo indicano Gpv)
| Anno | Team      | 1   | 2   | 3   | 4   | 5   | 6   | 7   | 8   | 9   | 10  | 11  | 12  | 13  | 14  | 15  | 16  | 17  | 18  | 19  | 20  | 21  | 22  | 23  | 24  | 25  | 26  | 27  | 28  | 29  | 30  | 31  | Punti | Pos. |
| ---- | --------- | --- | --- | --- | --- | --- | --- | --- | --- | --- | --- | --- | --- | --- | --- | --- | --- | --- | --- | --- | --- | --- | --- | --- | --- | --- | --- | --- | --- | --- | --- | --- | ----- | ---- |
| 2017 | TRS Arden | BHI | BHI | BHI | DON | DON | DON | THR | THR | THR | OLT | OLT | OLT | CRO | CRO | CRO | SNE | SNE | SNE | KNO | KNO | KNO | KNO | ROC | ROC | ROC | SIL | SIL | SIL | BRH | BRH | BRH | 376,5 | 2º   |
| 2017 | TRS Arden | 3   | 6   | 2   | 5   | 5   | 2   | 7   | 3   | 6   | 6   | 1   | C   | 2   | 2   | 3   | 1   | 7   | 1   | 1   | 6   | 8   | 1   | RIt | 10  | Rit | 3   | 3   | 1   | 4   | 5   | 5   | 376,5 | 2º   |

### Risultati nella Eurocup Formula Renault 2.0
(legenda) (Le gare in grassetto indicano la pole position) (Le gare in corsivo indicano Gpv)
| Anno | Team     | 1   | 2   | 3   | 4   | 5   | 6   | 7   | 8   | 9   | 10  | 11  | 12  | 13  | 14  | 15  | 16  | 17  | 18  | 19  | 20  | Punti | Pos. |
| ---- | -------- | --- | --- | --- | --- | --- | --- | --- | --- | --- | --- | --- | --- | --- | --- | --- | --- | --- | --- | --- | --- | ----- | ---- |
| 2018 | Arden    | LEC | LEC | MNZ | MNZ | SIL | SIL | MON | MON | RBR | RBR | SPA | SPA | HUN | HUN | NÜR | NÜR | HOC | HOC | CAT | CAT | 110   | 8º   |
| 2018 | Arden    | 6   | 5   | 12  | Rit | 11  | 4   | 13  | 12  | 6   | 9   | 3   | 9   | 7   | 4   | 15  | 7   | 3   | 2   | 16  | 11  | 110   | 8º   |
| 2019 | R-ace GP | MNZ | MNZ | SIL | SIL | MON | MON | LEC | LEC | SPA | SPA | NÜR | NÜR | HUN | HUN | CAT | CAT | HOC | HOC | YMC | YMC | 320   | 1º   |
| 2019 | R-ace GP | 18  | 4   | 1   | 1   | 4   | 5   | 2   | 6   | 1   | 4   | 1   | 1   | NP  | 1   | 5   | 3   | 2   | 2   | 1   | 4   | 320   | 1º   |

### Risultati nella Formula 3
(legenda) (Le gare in grassetto indicano la pole position) (Le gare in corsivo indicano Gpv)
| Anno | Team         | 1    | 2    | 3    | 4    | 5   | 6   | 7    | 8    | 9    | 10   | 11  | 12  | 13  | 14  | 15  | 16  | 17  | 18  | Punti | Pos. |
| ---- | ------------ | ---- | ---- | ---- | ---- | --- | --- | ---- | ---- | ---- | ---- | --- | --- | --- | --- | --- | --- | --- | --- | ----- | ---- |
| 2020 | Prema Racing | RBR1 | RBR1 | RBR2 | RBR2 | HUN | HUN | SIL1 | SIL1 | SIL2 | SIL2 | CAT | CAT | SPA | SPA | MNZ | MNZ | MUG | MUG | 164   | 1º   |
| 2020 | Prema Racing | 1    | 8    | 4*   | 5    | 2   | 2   | 2    | Rit  | 7    | 6    | 6   | 1   | 5   | 6   | 3   | Rit | 11  | 7   | 164   | 1º   |

*Viene assegnato metà punteggio perché non è stato completato almeno il 75% della gara.

### Risultati nella Formula 2
(legenda) (Le gare in grassetto indicano la pole position) (Le gare in corsivo indicano Gpv)
| Anno | Team         | 1   | 2   | 3   | 4   | 5   | 6   | 7   | 8   | 9   | 10  | 11  | 12  | 13  | 14  | 15  | 16  | 17  | 18  | 19  | 20  | 21  | 22  | 23  | 24  | Punti | Pos. |
| ---- | ------------ | --- | --- | --- | --- | --- | --- | --- | --- | --- | --- | --- | --- | --- | --- | --- | --- | --- | --- | --- | --- | --- | --- | --- | --- | ----- | ---- |
| 2021 | Prema Racing | BHR | BHR | BHR | MON | MON | MON | BAK | BAK | BAK | SIL | SIL | SIL | MNZ | MNZ | MNZ | SOC | SOC | SOC | JED | JED | JED | YMC | YMC | YMC | 252,5 | 1º   |
| 2021 | Prema Racing | 5   | 1   | 19† | 8   | 2   | 2   | Rit | 8   | 2   | 6   | 4   | 3   | 4   | 7   | 1   | 9   | C   | 1   | 9   | 1   | 1   | 3   | Rit | 1   | 252,5 | 1º   |

†Il pilota non ha terminato la gara, ma è stato classificato poiché ha completato oltre il 90% della distanza di gara.

### Risultati in Formula 1
| 2023 | Scuderia | Vettura |     |    |   |    |    |    |    |    |    |   |   |      |   |    |   |   |    |     |   |    |    |   |  |  | Punti | Pos. |
| ---- | -------- | ------- | --- | -- | - | -- | -- | -- | -- | -- | -- | - | - | ---- | - | -- | - | - | -- | --- | - | -- | -- | - |  |  | ----- | ---- |
| 2023 | McLaren  | MCL60   | Rit | 15 | 8 | 11 | 19 | 10 | 13 | 11 | 16 | 4 | 5 | Rit2 | 9 | 12 | 7 | 3 | 21 | Rit | 8 | 14 | 10 | 6 |  |  | 97    | 9º   |

| 2024 | Scuderia | Vettura |   |   |   |   |    |     |   |   |   |   |   |   |   |   |   |   |   |   |   |   |    |   |    |    | Punti | Pos. |
| ---- | -------- | ------- | - | - | - | - | -- | --- | - | - | - | - | - | - | - | - | - | - | - | - | - | - | -- | - | -- | -- | ----- | ---- |
| 2024 | McLaren  | MCL38   | 8 | 4 | 4 | 8 | 87 | 136 | 4 | 2 | 5 | 7 | 2 | 4 | 1 | 2 | 4 | 2 | 1 | 3 | 5 | 8 | 82 | 7 | 31 | 10 | 292   | 4º   |

| 2025 | Scuderia | Vettura |   |    |   |   |   |    |   |   |   |   |   |   |    |   |  |  |  |  |  |  |  |  |  |  | Punti | Pos. |
| ---- | -------- | ------- | - | -- | - | - | - | -- | - | - | - | - | - | - | -- | - |  |  |  |  |  |  |  |  |  |  | ----- | ---- |
| 2025 | McLaren  | MCL39   | 9 | 12 | 3 | 1 | 1 | 12 | 3 | 3 | 1 | 4 | 2 | 2 | 12 | 2 |  |  |  |  |  |  |  |  |  |  | 284   |      |

| Legenda | 1º posto     | 2º posto | 3º posto    | A punti         | Senza punti/Non class.  | Grassetto – Pole position Corsivo – Giro più veloce Apice – Risultato Sprint (A punti) |
| Legenda | Squalificato | Ritirato | Non partito | Non qualificato | Solo prove/Terzo pilota | Grassetto – Pole position Corsivo – Giro più veloce Apice – Risultato Sprint (A punti) |